# Скок на дължина
Скок на дължина е лекоатлическа дисциплина отнасяща се към хоризонталните скокове.

## Правила
Състои се от две фази. След засилване по пътеката за разбег, състезателят се оттласква от стартовата дъска и се приземява в трапа на максимално възможно разстояние. Краят на стартовата дъска (с широчина 20 см) е маркиран с ивица пластелин, чието застъпване се счита за фаул и скокът се обявява за невалиден. Скокът се измерва от стартовата дъска до първата неравност на пясъка в трапа, направено от тялото на състезателя или част от неговата екипировка.
При състезание всеки състезател има право на три опита, след които най-добрите осем скачачи имат право на още три опита, за да определят шампиона.

## История
Дисциплината е част още от Олимпийските игри в Античността, а при възстановяването им отново става част от програмата им още от първата през 1896. Първи шампион става американецът Елъри Кларк (6,35 м), който става шампион и в скока на височина. Дисциплината е част и от олимпийските седмобой при жените и десетобой при мъжете.

## Световни рекорди
| Рекорд (м) | Рекорд (м) | Спортист         | Страна | Дата             | Място           |
| ---------- | ---------- | ---------------- | ------ | ---------------- | --------------- |
| На открито |            |                  |        |                  |                 |
| Мъже       | 8,95       | Майк Пауъл       | САЩ    | 30 август 1991   | Токио, Япония   |
| Жени       | 7,52       | Галина Чистякова | СССР   | 11 юни 1988      | Ленинград, СССР |
| На закрито |            |                  |        |                  |                 |
| Мъже       | 8,79       | Карл Люис        | САЩ    | 27 януари 1984   | Ню Йорк, САЩ    |
| Жени       | 7,37       | Хайке Дрехслер   | ГДР    | 13 февруари 1988 | Виена, Австрия  |

## Национални рекорди
- Мъже (на открито) – Ивайло Младенов (8,33 м)
- Мъже (в зала) – Ивайло Младенов (8,30 м)
- Жени (на открито) – Силвия Христова-Монева (7,00 м)
- Жени (в зала) – Магдалена Христова (6,91 м)